# تشارلي بيك
تشارلي بيك (بالإنجليزية: Charlie Beck)‏ هو ضابط شرطة أمريكي، ولد في 27 يونيو 1953 في لونغ بيتش في الولايات المتحدة.